# Taranatiriça
Taranatiriça est un groupe brésilien de rock, originaire de Porto Alegre, dans le Rio Grande do Sul, actif entre 1979 et 1987.

## Histoire
Le groupe est formé à la fin des années 1970 à Porto Alegre, Rio Grande do Sul, et commence ses activités au début de la décennie suivante. Influencé par le heavy metal, le groupe sort deux albums indépendamment. Le groupe commence en 1979 avec Cau Hafner (batterie), Flávio Santos (basse) et Marcelo Truda (guitare) ; en 1983, Paulo Mello (basse) le rejoint et à la fin de la même année, Alemão Ronaldo le rejoint, selon Paulo Mello dans Gauleses irredutíveis. En 1981, le groupe est composé de Cau Hafner (batterie), Flávio Santos (basse), Marcelo Truda (guitare) Carlos Eduardo Miranda (claviers) et Rodrigo Correa (guitare) et joue du rock instrumental.
Le groupe se reforme en 2012 pour jouer 20 ans après sa séparation.

## Discographie

### Albums studio
- 1985 : Totalmente rock (Acit)
- 1987 : Taranatiriça 2 (Copacabana)

### Compilations
- 1984 : Rock garagem I - com a música Rockinho (Acit)